# Смоленка (Читинський район)
Смо́ленка (рос. Смоленка) — село у складі Читинського району Забайкальського краю, Росія. Адміністративний центр Смоленського сільського поселення.

## Населення
Населення — 4243 особи (2010; 3066 у 2002).
Національний склад (станом на 2002 рік):
- росіяни — 95 %